# Éloie
Éloie es una comuna francesa situada en el departamento del Territorio de Belfort, de la región de Borgoña-Franco Condado.
Los habitantes se llaman Éloyens.

## Geografía
Está ubicada a 5 km al norte de Belfort y forma parte de la aglomeración urbana de esta ciudad.

## Demografía
| 163 | 182 | 447 | 695 | 889 | 837 | 991 | 958 | 941 |
| Para los censos de 1962 a 1999 la población legal corresponde a la población sin duplicidades (Fuente: INSEE [Consultar]) |     |     |     |     |     |     |     |     |